# Morton Rhue
Morton Rhue is het pseudoniem van de Amerikaanse tienerboekenschrijver Todd Strasser. Hij werd geboren op 5 mei 1950, New York, Verenigde Staten.
Hij schreef diverse romans voor tieners, zoals Boot Camp, Asphalt Tribe en The Wave. Laatstgenoemde roman baseerde hij op een gedramatiseerde verfilming van een waargebeurd experiment uit 1967 op de Cubberley High School in Palo Alto, Californië. Dit experiment staat bekend als De Derde Golf en werd in 1984 door Norman Lear verfilmd. en is in  1985 vertaald naar het Nederlandse boek De Golf.
- Bibsys: 90567339
- Bibliothèque nationale de France: cb121206778 (data)
- CiNii: DA1306633X
- Gemeinsame Normdatei: 118880993
- International Standard Name Identifier: 0000 0001 2149 1847
- Library of Congress Control Number: n82140754
- Nationale Bibliotheek van Letland: 000003759
- Bibliotheek van het Japanse parlement: 00457893
- Nationale Bibliotheek van Tsjechië: xx0102765
- Nationale Bibliotheek van Israël: 987007594545705171
- Nederlandse Thesaurus van Auteursnamen: 120680165
- Istituto Centrale per il Catalogo Unico: RAVV082816
- SNAC: w67d56mk
- Système universitaire de documentation: 029619297
- Virtual International Authority File: 24633901